# Shahpour III
Shahpour III, död 388, var en persisk kung av den sassanidiska ätten. Han regerade mellan 383 och 388.